# پیش‌مشت
پیش‌مُشت به دو برجستگی بزرگ‌تر بر روی بخش جلوی مشت دست گفته می‌شود.
در ورزش‌های رزمی، مهارت در ضربه با پیش‌مشت برای ارتقاء به کمربندهای بالاتر الزامی است.
در اصطلاح ورزش‌های رزمی پیش‌مشت را سِیکان تزوکی هم می‌نامند.